# Sidney T. Holmes

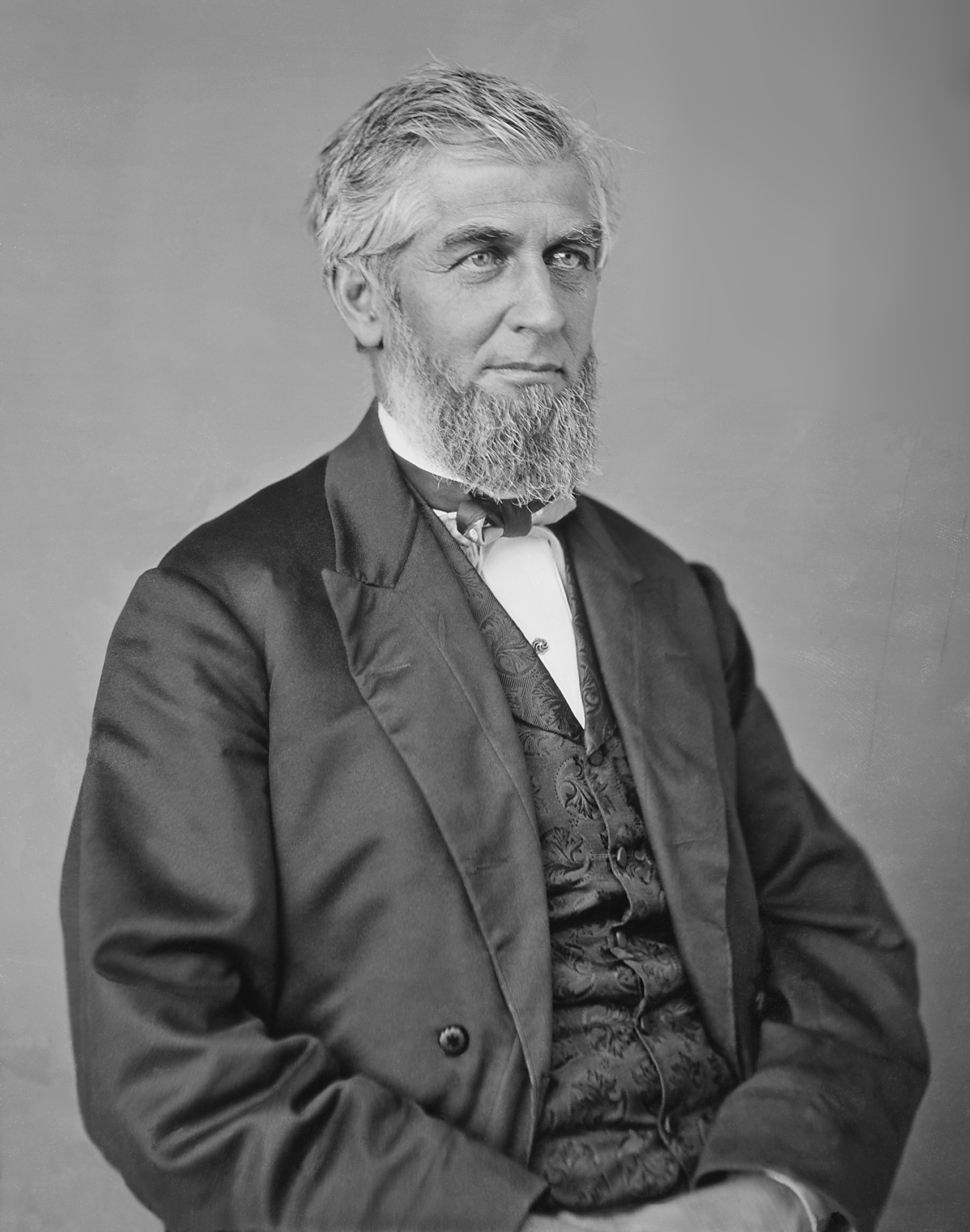
Sidney T. Holmes

Sidney Tracy Holmes (* 14. August 1815 in Schaghticoke, New York; † 16. Januar 1890 in Bay City, Michigan) war ein US-amerikanischer Jurist und Politiker. Zwischen 1865 und 1867 vertrat er den Bundesstaat New York im US-Repräsentantenhaus.

## Werdegang
Sidney Tracy Holmes wurde während des Britisch-Amerikanischen Krieges im Rensselaer County geboren. 1819 zog seine Familie nach Morrisville im Madison County. Dort besuchte er öffentliche Schulen und graduierte an der Morrisville Academy. Danach unterrichtete er als Lehrer. Er arbeitete fünf Jahre lang als Bauingenieur an den Kanälen von Chenango und Black River. Danach studierte er Jura. Nach dem Erhalt seiner Zulassung als Anwalt 1841 begann er in Morrisville zu praktizieren. Ungefähr fünf Jahre später brach der Mexikanisch-Amerikanische Krieg aus. Zwischen 1848 und 1851 war er als Loan Commissioner im Madison County tätig. 1851 wurde er Vormundschafts- und Nachlassrichter im Madison County – ein Posten, den er bis 1864 innehatte. Politisch gehörte er der Republikanischen Partei an.
Bei den Kongresswahlen des Jahres 1864 für den 39. Kongress wurde Holmes im 22. Wahlbezirk von New York in das US-Repräsentantenhaus in Washington, D.C. gewählt, wo er am 4. März 1865 die Nachfolge von De Witt Clinton Littlejohn antrat. Da er auf eine erneute Kandidatur 1866 verzichtete, schied er nach dem 3. März 1867 aus dem Kongress aus. Die erste Hälfte seiner Amtszeit war vom Bürgerkrieg überschattet.
Nach seiner Kongresszeit ging er für kurze Zeit in Morrisville wieder seiner Tätigkeit als Anwalt nach und dann bis 1872 in Utica. Danach zog er nach Bay City im Bay County, wo er weiter als Anwalt praktizierte. Er verstarb dort am 16. Januar 1890 und wurde dann auf dem Cedar Street Cemetery in Morrisville beigesetzt.